# Черкаси (морський тральщик)
«Черкаси» (U311) — морський тральщик проєкту 266М (шифр «Аквамарин», англ. Natya class за класифікацією НАТО) корабель протимінної оборони морської зони Військово-Морських Сил України. У ВМФ СРСР мав назву «Розвідник».

## Особливості проєкту
Проєкт 266М — модернізація тральщиків проєкту 266 — спеціалізованих кораблів, призначених для виконання завдань протимінної оборони загонів бойових кораблів, конвоїв, окремих кораблів і суден у морській і ближній океанській зонах через пошук та виявлення морських якірних і донних мін, їх тралення та знищення. Крім того, ці кораблі були пристосовані для постановки активних і оборонних мінних загороджень.
У результаті експлуатації тральщиків 266-го проєкту було виявлено низку недоліків у порівнянні з аналогічними кораблями іноземного виробництва, зокрема, відсутність засобів гідроакустичного пошуку донних мін, недостатні мореплавальні характеристики. Разом з тим у 1960-х роках з'явилося нове корабельне озброєння і спеціальне обладнання — виникла потреба модернізації проєкту.
У 1965 році тактико-технічне завдання на розробку проєкту тральщиків 266М отримало Західне проєктно-конструкторське бюро. Новий проєкт відрізнявся від попередника досконалішим протимінним озброєнням: замість електромагнітного тралу він був оснащений глибоководним тралом з апаратурою керування, тралом для знищення активних мін, телевізійним і комплексним шукачами мін, які тягнуться за судном, гідроакустичною станцією «Мезень», яка забезпечує виявлення донних мін. Облаштування в кормовій частині корабля сліпа забезпечило механізацію постановки і вибирання тралів. Використання сучасних слабомагнітних матеріалів корпусу, сучасних на той час конструктивних рішень для проєктування рушійної установки, дозволили знизити до мінімуму власні акустичні поля корабля. Крім того, на нових тральщиках встановлювалися засоби ПЧО — дві РБУ-1200.
Морські тральщики проєкту 266М будувалися Середньоневським і Хабаровським суднобудівними заводами в 1970–1978 роках. Усього було побудовано 31 корабель даного типу.

## Історія корабля

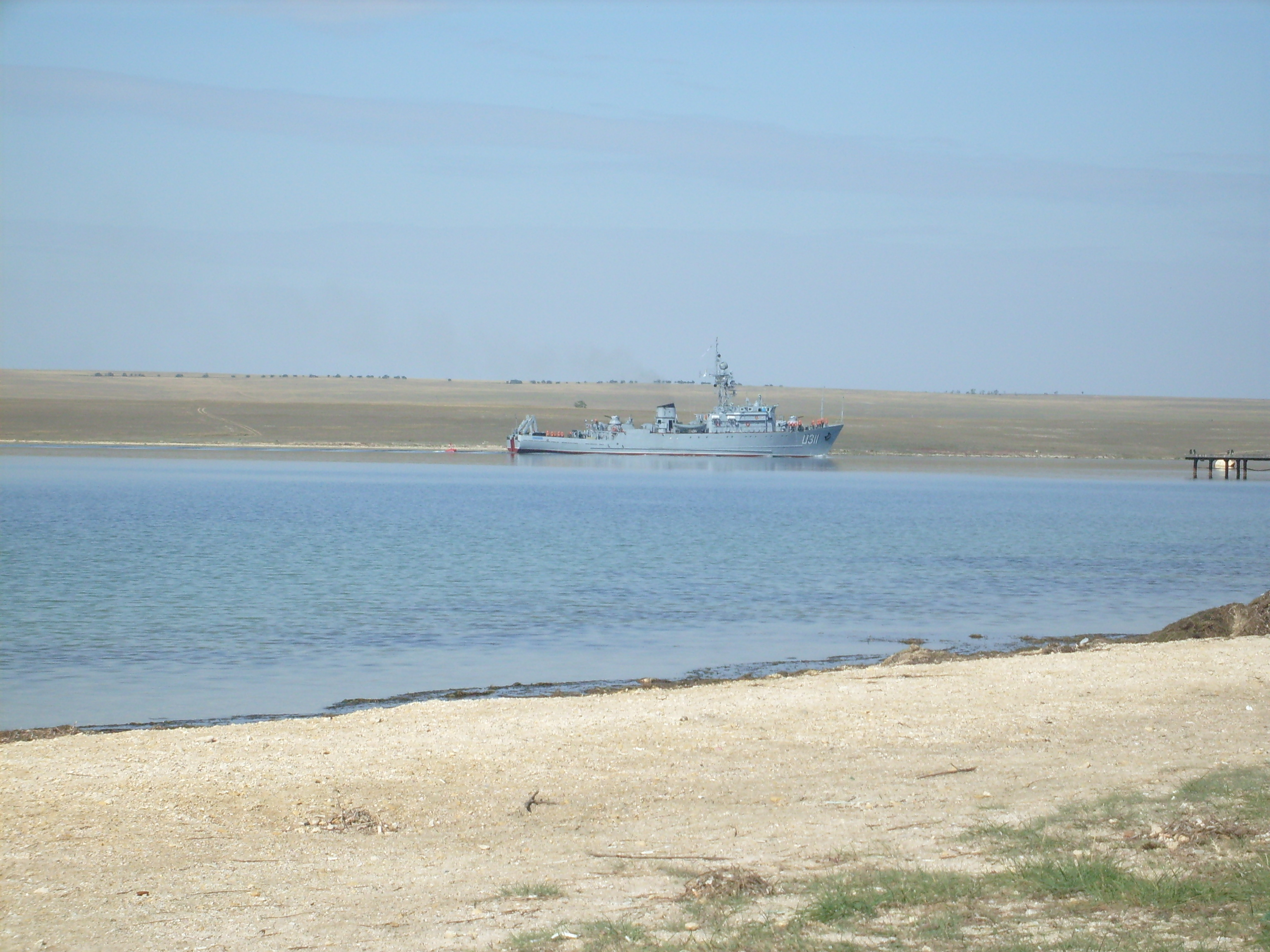
2009 року

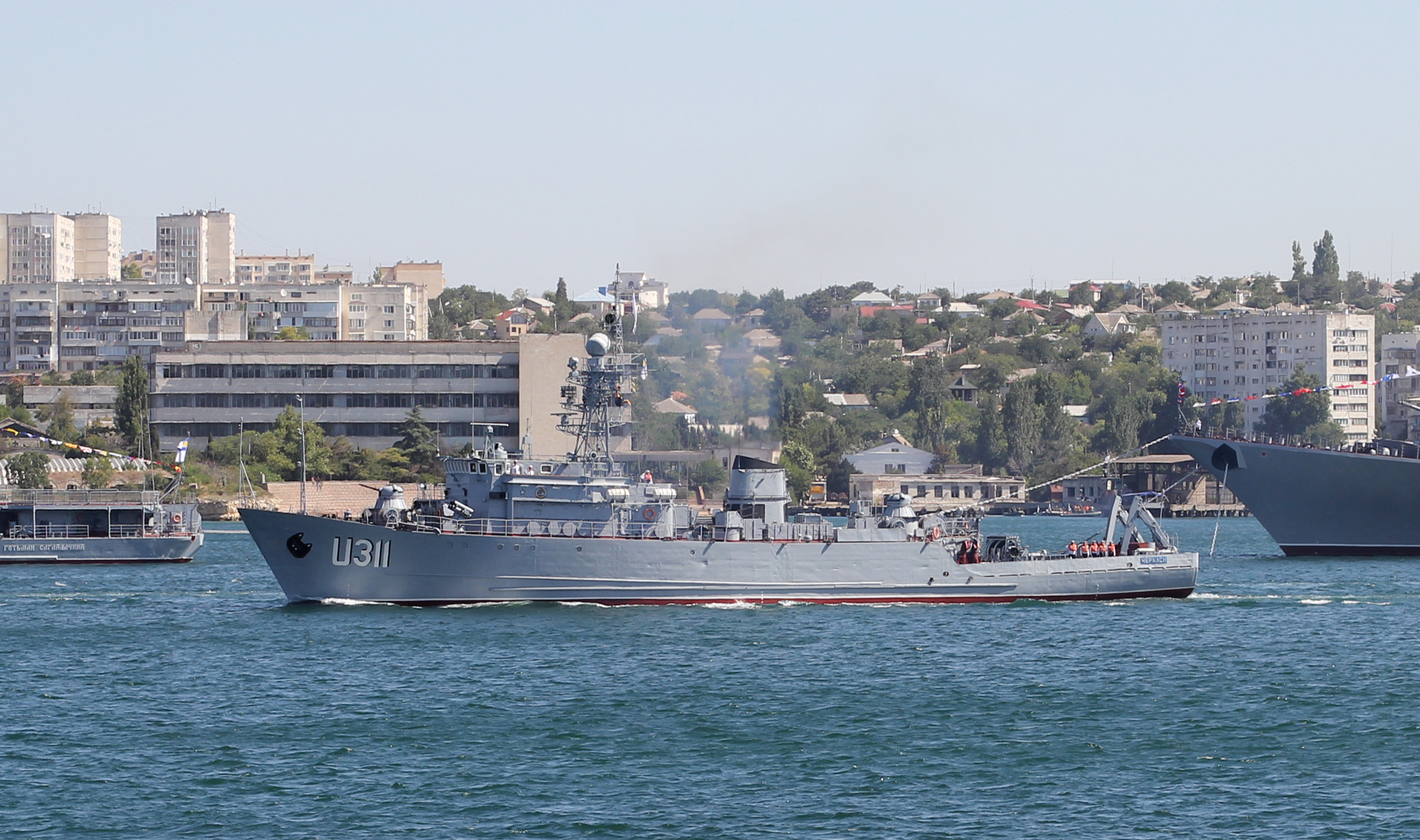
2012 року

Морський тральщик з заводським номером C-950 був закладений в елінгу Середньоневського суднобудівного заводу в 1975 році. Спущений на воду через рік. Зарахований у списки кораблів Військово-морського флоту СРСР 10 червня 1977 року. Наказом головнокомандуючого ВМФ зарахований до складу Чорноморського флоту.
Неодноразово брав участь у бойових траленнях у Перській затоці, Суецькому каналі, Червоному і Середземному морях. Виходив на бойову службу в Атлантичний і Індійський океан. За період з січня по серпень 1990 року мтщ «Развєдчик» неодноразово виконував бойове тралення мінонебезпечних районів Червоного моря. Здійснив 29 проведень тралами і конвоювань цивільних суден у Червоному морі, провів 52 судна. З них 11 конвоїв проводилися під обстрілом реактивними снарядами, з зайнятих еритрейцями островів.
14 травня 1990 року «Развєдчик», яким командував капітан-лейтенант Віктор Носенко, здійснював конвоювання танкера «Інтернаціонал» у Червоному морі. Танкер був атакований чотирма катерами, оснащеними 106-мм артустановками. Моряки тральщика відкрили загороджувальний вогонь з кормової 25-мм АУ 2М-3М і двох 12,7-мм НСВТ «Утес», встановлених на тильній стороні ходового містка, а також автоматниками групи вогневого протидії. Бій тривав вісім хвилин. Був знищений один катер противника. Поранення отримав один з кулеметників, що вели вогонь з НСВТ. За результатами бойових служб 17 членів екіпажу корабля були нагороджені орденами і медалями, а сам корабель був нагороджений Вимпелом МО СРСР «За мужність».

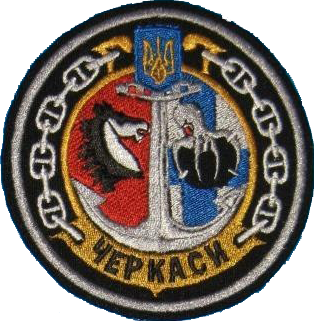
Емблема

25 липня 1997 року увійшов у склад Військово-Морських Сил України, де отримав назву «Черкаси» на честь однойменного українського міста з присвоєнням бортового номера U311. Корабель неодноразово брав участь у різних міжнародних навчаннях, зборах-походах кораблів ВМС України, активаціях ЧВМГ БЛЕКСІФОР.
Корабель базувався в пункті базування Новоозерне.
У складі ВМС України кораблем командували:
- капітан 3 рангу Володимир Білоусов;
- капітан 3 рангу Дмитро Деренський
- капітан 3 рангу Олександр Бойко;
- капітан 3 рангу Олексій Неїжпапа;
- капітан 3 рангу Роберт Шагєєв;
- капітан 3 рангу Олексій Заєць;
- капітан 3 рангу Юрій Федаш.

Під час Російського вторгнення в Україну перебував на озері Донузлав. 6 березня 2014 року на виході з бухти Донузлав було затоплено два російські кораблі «Очаков» і «Шахтёр», 7 березня було затоплено ще одне судно, а 13 березня було затоплено четверте списане судно. Таким чином було створено барикаду, що заблокувала вихід з бухти кораблям Військово-Морських Сил України. Після початку тимчасової анексії Криму, 20 березня російські військові висунули ультиматум українським військовим про перехід на бік Росії. 21 березня написали рапорт на звільнення й зійшли з корабля 2 офіцери, один мічман і 9 людей особового складу. Екіпаж корабля відмовився виконати вимоги російських військових та здійснив спробу вирватися з Донузлава під пісню «Врагу не сдаётся наш гордый „Варяг“». Проте спроба була невдалою і корабель став на якір, щоб не сісти на мілину. Після цього корабель став тримати кругову оборону. 23 березня екіпаж здійснив повторну спробу прорвати блокаду. Корабель спробував пройти поміж двох затоплених російських кораблів. «Черкасам» це майже вдалося, однак до них підійшов російський катер і вдарив у бік. Після цього носова частина «Черкас» опинилася на мілині. 24 березня після захоплення російськими військовими корабля «Костянтин Ольшанський» «Черкаси» залишався єдиним військовим кораблем на Донузлаві під українським прапором. 25 березня ввечері російські військові захопили корабель. Штурм здійснювався за допомогою двох вертольотів Мі-35 та трьох швидкісних катерів. Він тривав понад дві години.
Станом на лютий 2020-го, викрадений корабель було пришвартовано російськими військовими в бухті Стрілецька в тимчасово окупованому Севастополі.

## Відзнаки
27 березня 2014 року рішенням сесії Черкаської міської ради командиру корабля Юрію Федашу присвоєне звання почесного громадянина міста Черкаси, а команду корабля вирішено нагородити за заслуги перед Черкасами.

## У кінематографі
За мотивами подій, що відбувалися на кораблі в березні 2014 року, режисером Тимуром Ященком було знято фільм «Черкаси». Його прем'єра відбулася 25 лютого 2020 року.

## У культурі

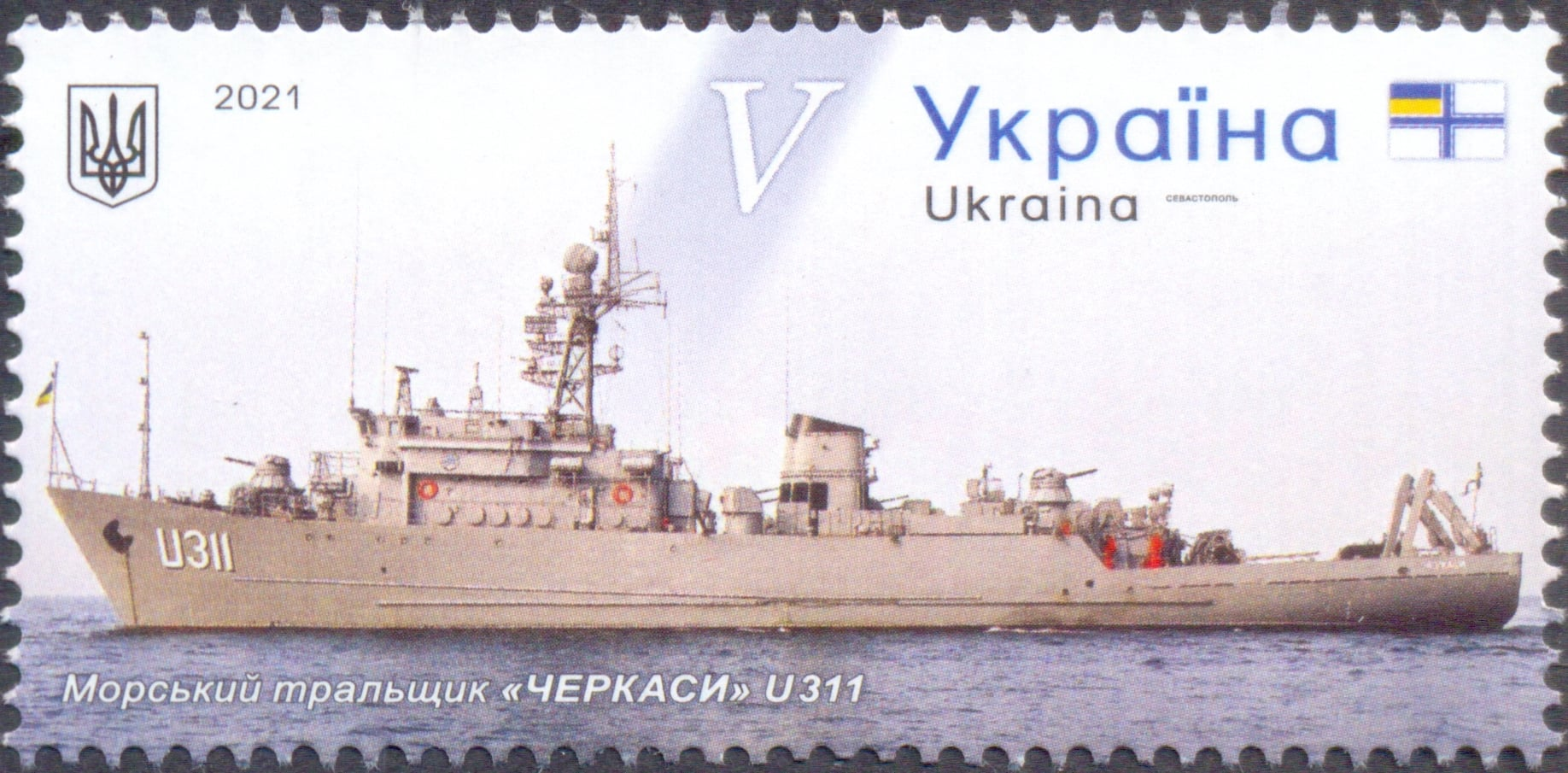
«Черкаси», поштова марка України (2021)

«Черкаси» був зображений на поштовій марці України 2021 року у серії «Краса і велич України».